# Hazeveld
Hazeveld is een wijk in de stad Nijkerk in de Nederlandse provincie Gelderland.
De wijk grenst aan de andere wijken Bruins Slotlaan, Luxool en Centrum. In het westen loopt de grens van de wijk bij de Vetkamp (ofwel de N798) en in het oosten ligt de Centraalspoorweg. De wijk heeft onder andere een koningshuisbuurt (het zuidelijke gedeelte), wat Oranjebuurt wordt genoemd. Dwars door de wijk loopt de Wallerstraat.

## Geschiedenis
De laatste woning werd in de jaren 70 opgeleverd. De wijk ligt achter verpleeghuis Zilverschoon. De hoofdstraat van de wijk is genaamd  't Hazeveld, genoemd naar de wijk zelf. Door de wijk loopt ook de Havenlijn, een fietspad richting de haven van Nijkerk. Vanaf 1903 liep hier een spoorlijntje dat vanaf Station Nijkerk naar de Arkervaart liep om goederen te vervoeren. Het werd in 1971 afgesloten.
Centrum · Schulpkamp · Rensselaer · Paasbos · Strijland · Beulekamp · Luxool · Hazeveld · Bruins Slotlaan · Corlaer · Groot Corlaer (Boerderijakkers · De Kamers) · De Bogen · De Terrassen · Doornsteeg · Het Spaanse Leger

Bedrijventerreinen:
Arkervaart · Watergoor · Spoorkamp · De Flier